# Wladimir Sergejewitsch Daschkewitsch
Wladimir Sergejewitsch Daschkewitsch (* 20. Januar 1934 in Moskau, russisch Владимир Серге́евич Дашкевич) ist ein russischer und sowjetischer Komponist, der vor allem durch seine Filmmusik Bekanntheit erlangte.

## Biografie
Wladimir Daschkewitsch wurde am 20. Januar 1934 in Moskau geboren. Sein Vater war Ausbilder in der politischen Abteilung des Hauptquartiers des Moskauer Militärbezirks. Er wurde 1938 im Zuge des Großen Terrors unter Josef Stalin aufgrund von angeblicher antisowjetischer Hetze verurteilt und 1954 wieder freigelassen. Seine Mutter Anna Iljitschna Daschkewitsch wurde in eine jüdische Familie geboren und arbeitete als Schreibkraft.
1941 wurden Wladimir und seine Mutter während des deutschen Überfalls auf die Sowjetunion nach Ischewsk evakuiert und kehrten 1943 nach Moskau zurück.
Ab 1951 studierte Daschkewitsch am Moskauer Institut für Feinchemietechnologie der Moskauer Technologischen Universität. Im dritten Jahr seines Studiums begann er zu komponieren. 1956 erhielt er seinen Abschluss zum Chemieingenieur. Nach seinem Abschluss war er Werkstattleiter im Moskauer Gummiwarenwerk Sangigiena und besuchte in seiner Freizeit ein Amateurseminar des Moskauer Komponistenverbandes. Ab 1962 erhielt er eine weitere musikalische Ausbildung. 1964 schloss er sein Studium unter Leitung von Aram Chatschaturjan am Gnessin-Institut Moskau ab. 1965 trat er dem sowjetischen Komponistenverband bei und begann, Filmmusik zu komponieren. Von 1991 bis 1993 leitete er den nunmehr russischen Komponistenverband.

## Hauptwerke
Zu seinen Kompositionen gehören Sinfonien, Opern und Musicals ebenso wie Kammer- und Vokalmusiken. So wurde während der Salzburger Festspiele 1996 das Musical „Bumbarasch – Die Leiden Leiden eines Russen“, für das Daschkewitsch die Musik komponiert hatte, als Gastspiel des Studio-Theaters Oleg Tabakow in drei Vorstellungen aufgeführt.
- 1. Sinfonie (1964)
- Oratorium „Faust“ (1964)
- Konzert für Cello und Orchester (1973)
- Musical „Bumbarasch“ (1974)
- Gesangszyklen zu Gedichten von Alexander Blok, Wladimir Majakowski und Ossip Mandelstam
- Oper „Klop“ (1980)
- Musical „Peppi Dlinnytschulok“ (Pippi Langstrumpf) (1980)
- 4. Sinfonie „Requiem“ nach Gedichten von Anna Achmatowa, aufgeführt von Elena Kamburowa (1988)
- 5. Sinfonie „Sochrani moju retsch“ (Сохрани мою речь) zu Texten von Ossip Mandelstam (1989) für Orchester und Solist
- „Kolyma-Requiem“ für Chor und Orchester (1990)
- Konzert für Violine und Orchester (2003)
- Klavierkonzert (2007)
- Oper „Der Generalinspekteur“ nach „Der Revisor“ von Nikolai Gogol (2007)[6]
- Oper „Zwölf“ (2014; nach eigenem Libretto, nach Gedichten von Alexander Blok)

## Filmmusik (Auswahl)
Daschkewitsch hat erste Erfahrungen mit dem Schreiben von Filmmusik seit Mitte der 1960er-Jahre mit der Vertonung von russischen Animationsfilmen gesammelt. Seit den 1980er-Jahren hat er außer seiner Kompositionstätigkeit in diesem Bereich für über 90 russische Spielfilme die Musik komponiert. Dazu gehören unter anderem folgende Filme:
- 1974: Parole: Dreimal pfeifen (Засекреченный город), Kinderfilm[8]
- 1980–1986: Die Abenteuer von Sherlock Holmes und Dr. Watson (Filmreihe) (Приключения Шерлока Холмса и доктора Ватсона)
- 1982: Abenteuer mit der Tarnkappe (Tам, на неведомых дорожках…)
- 1984: Peppi Dlinnytschulok (Пеппи Длинныйчулок)
- 1985: Winterkirschen (Зимняя вишня)[9]
- 1989: Der Diener (Слуга)
- 1990: Afghan Breakdown – Hölle ohne Ausweg (Афганский излом)
- 1997: Der Dieb (Bop)
- 1999: Der Woroschilow-Schütze (Ворошиловский стрелок)
- 2017: Ins Ungewisse, cineastischer Dokumentarfilm[10]

## Auszeichnungen (Auswahl)
- Staatspreis der UdSSR 1991 für Filmmusik Слуга (Der Diener)[11]
- Nika-Award 1998 Beste Filmmusik Bop (Der Dieb)[12]
- Nika-Award 2018 Beste Filmmusik Три сестры (Drei Schwestern)[12]
- Verdienter Künstler der Russischen Föderation 2002[1]